# Amir Edri
Amir Edri (Hebreo: אמיר אדרי), (n. 26 de julio de 1985) es un futbolista Israelí, portero del club Maccabi Haifa de Israel.

## Trayectoria
| Club             | País   | Año         |
| ---------------- | ------ | ----------- |
| Maccabi Haifa FC | Israel | 2005 - 2008 |
| Maccabi Herzliya | Israel | 2008        |
| Maccabi Haifa FC | Israel | 2008-2011   |
| Maccabi Netanya  | Israel | 2011-2012   |
| Maccabi Haifa FC | Israel | 2012-       |

## Palmarés

### Campeonatos nacionales
| Título                 | Club             | País   | Año  |
| ---------------------- | ---------------- | ------ | ---- |
| Liga Premier de Israel | Maccabi Haifa FC | Israel | 2009 |
| Liga Premier de Israel | Maccabi Haifa FC | Israel | 2011 |